# Jaraczewo (Szydłowo)
Jaraczewo (deutsch Klein Wittenberg, abgekürzt Kl. Wittenberg) ist ein Dorf in der Landgemeinde (Gmina) Szydłowo (Groß Wittenberg) im Powiat Pilski (Schneidemühler Kreis) der polnischen Woiwodschaft Westpommern.

## Geographische Lage
Das Kirchdorf liegt im Netzedistrikt im ehemaligen Westpreußen, etwa 15 Kilometer südöstlich von Deutsch Krone (Wałcz), zehn Kilometer westnordwestlich von Schneidemühl und zwei Kilometer nordwestlich von Groß Wittenberg (Szydłowo).

## Geschichte

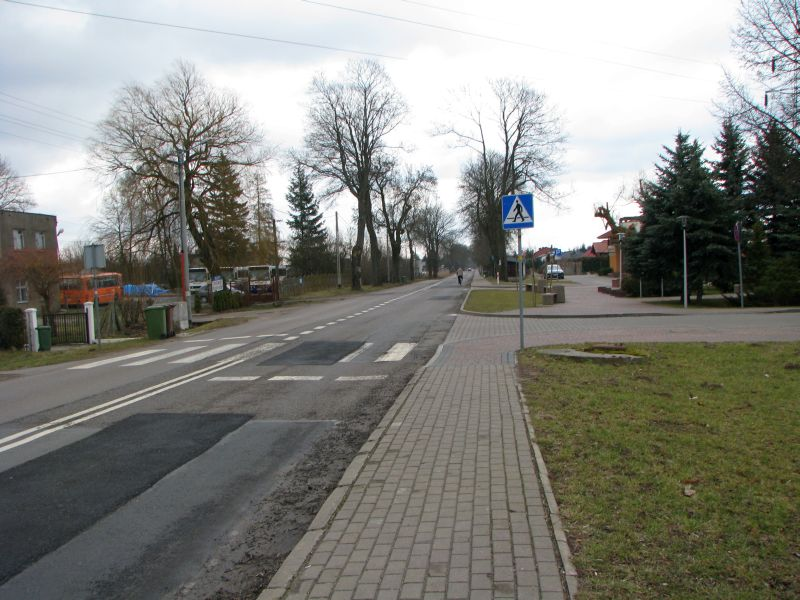
Dorfstraße (März 2015)

Die Grenzregion des Netzedistrikts, in der das Dorf liegt, hatte ursprünglich zum Herzogtum Pommern gehört, war vorübergehend unter polnische Herrschaft gelangt und dann an die Markgrafen von Brandenburg gekommen. Im Rahmen der Ersten Teilung Polen-Litauens kam das Dorf 1772 zusammen mit dem Landkreis Deutsch Krone an Preußen.
Ältere Ortsbezeichnungen sind Jaroszewo (1596) und Jaroczewo, oder Kl. Wittenberg (1641), neupolnisch Witowa góra. Als Gründer gilt Matthäus Marsic. 1682 war das Dorf verwüstet.
Um 1930 hatte die Gemeinde Klein Wittenberg eine 7,5 km² große Gemarkungsfläche, und auf dem Gemeindegebiet befanden sich zwei Wohnplätze, auf denen insgesamt 37 bewohnte Wohnhäuser standen:
- Bahnhof Wittenberg (Grenzmark)
- Klein Wittenberg

Im Jahr 1945 gehörte das Dorf Klein Wittenberg zum Landkreis Deutsch Krone im Regierungsbezirk Grenzmark Posen-Westpreußen der preußischen Provinz Pommern des Deutschen Reichs. Klein Wittenberg war dem Amtsbezirk Groß Wittenberg zugeordnet.
Im Februar 1945 wurde Klein Wittenberg von der Roten Armee besetzt. Nach Beendigung der Kampfhandlungen wurde die Region seitens der sowjetischen Besatzungsmacht zusammen mit ganz Hinterpommern und der südlichen Hälfte Ostpreußens – militärische Sperrgebiete ausgenommen – der Volksrepublik Polen zur Verwaltung überlassen. Es wanderten nun Polen zu. Klein Wittenberg wurde unter der polnischen Ortsbezeichnung „Jaraczewo“ verwaltet. Die einheimische Bevölkerung wurde von der polnischen Administration mit wenigen Ausnahmen aus Klein Wittenberg vertrieben.

### Demographie
| Jahr | Einwohner | Anmerkungen                                                                                           |
| ---- | --------- | --- |
| 1783 | –         | königliches Dorf, Amt Neuhof, 16 Feuerstellen (Haushaltungen), im Netzedistrikt, Kreis Krone          |
| 1818 | 125       | königliches Dorf, Amt Schrotz                                                                         |
| 1864 | 243       | davon 65 Evangelische und 178 Katholiken                                                              |
| 1910 | 332       | am 1. Dezember, darunter 85 Evangelische und 247 Katholiken; 16 Personen mit polnischer Muttersprache |
| 1925 | 333       | darunter 138 Evangelische und 195 Katholiken                                                          |
| 1933 | 327       | [ 7 ]                                                                                                 |
| 1939 | 287       | [ 7 ]                                                                                                 |

## Kirche
Die Protestanten der bis 1945 anwesenden Dorfbevölkerung gehörten zum evangelischen Kirchspiel Groß Wittenberg.